# لیلا هافمن
لیلا هافمن (انگلیسی: Leila Hoffman؛ زادهٔ ۱۱ ژوئن ۱۹۳۴) بازیگر، کمدین و نویسنده اهل بریتانیا است. از فیلم‌ها یا برنامه‌های تلویزیونی که وی در آن نقش داشته است می‌توان به دوریت کوچک اشاره کرد.